# Liste jüdischer Friedhöfe in Norwegen
Die Liste jüdischer Friedhöfe in Norwegen gibt einen Überblick zu jüdischen Friedhöfen (Jødiske gravlunder) in Norwegen. Die Sortierung erfolgt alphabetisch nach den Ortsnamen.

## Liste der Friedhöfe
| Bezeichnung                   | Bild           | Ort                        | Weitere Informationen |
| ----------------------------- | -------------- | -------------------------- | --------------------- |
| Jüdischer Friedhof Gamle Oslo | weitere Bilder | Gamle Oslo (Lage)          | siehe                 |
| Jüdischer Friedhof Helsfyr    | weitere Bilder | Helsfyr, Oslo (Lage)       | siehe                 |
| Jüdischer Friedhof Trondheim  | weitere Bilder | Lademoen, Trondheim (Lage) | siehe                 |